# Pristomerus incompletus
Pristomerus incompletus là một loài tò vò trong họ Ichneumonidae.